# ماریجه برومل
ماریجه برومل (انگلیسی: Marije Brummel؛ زادهٔ ۱۹ مارس ۱۹۸۵) بازیکن فوتبال اهل پادشاهی هلند است.
وی همچنین در تیم ملی فوتبال زنان هلند بازی کرده‌است.